# Might & Magic: Clash of Heroes
Might & Magic: Clash of Heroes (с англ. — «Меч и магия: Битвы героев») — компьютерная игра из серии Might and Magic, сочетающая в себе жанры головоломки («три в ряд»), пошаговой стратегии и ролевой игры, разработанная компанией Capybara Games и выпущенная компанией Ubisoft Entertainment для платформы Nintendo DS в 2009 году. В 2011 году вышла переработанная загружаемая версия в высоком разрешении для платформ PlayStation 3, Xbox 360 и PC (Microsoft Windows). В 2013 году компанией Tag Games была выпущена версия в высоком разрешении для платформ iOS и Android. В 2015 году переработанная загружаемая версия в высоком разрешении для платформы Xbox 360 стала доступна на платформе Xbox One по обратной совместимости. В апреле 2023 года Студия Capybara Games и издательство Dotemu анонсировали выход Might & Magic: Clash of Heroes – Definitive Edition — ремастер HD-переиздания Might & Magic: Clash of Heroes на PlayStation 4, Nintendo Switch, а также ПК в Steam и Ubisoft Store летом 2023 года.
Действие игры происходит в вымышленном мире Асхан за 40 лет до событий игр Dark Messiah of Might and Magic и Heroes of Might and Magic V. Пятеро осиротевших детей оказываются в разных частях света после того, как демоны из параллельного мира-тюрьмы Шио убивают их родителей, хранивших могущественный артефакт «Клинок принуждения», способного контролировать демонов. В каждой из пяти глав кампании предстоит поочерёдно играть за одного из персонажей-детей. Они объединят различные расы против общего демонического врага. Ключевой особенностью геймплея являются пошаговые сражения-головоломки двух армий на разделённом сеткой поле боя, где необходимо снизить очки здоровья противника до нуля посредством создания формаций перемещением, удалением и вызовом новых юнитов.
Игра получила преимущественно положительные отзывы критиков. 

## Игровой процесс
В рецензиях геймплей игры сравнивали с Puzzle Quest, Critter Crunch и Bejeweled. Используя элементы из серии Might and Magic, игра сочетает в себе головоломку, пошаговую стратегию, приключенческую и ролевую игры, позволяя проходить основной сюжет и дополнительные задания, нанимая армию и управляя ресурсами. Пять из восьми фракций игры Heroes of Might and Magic V — Лесной Союз, Орден Порядка, Некрополис, Инферно и Академия Волшебства — присутствуют в игре, но состав войск отличается. Армии фракций уникальны и состоят из неограниченного числа основных войск трёх видов, а также ограниченного числа продвинутых войск пяти видов, что позволяет создавать уникальные армии по своему желанию. Игроки управляют одним героем соответствующей фракции в режимах исследования и сражений, получающего опыт и новые способности по мере продвижения игры. Разработчики описывают пошаговые сражения, как центральную идею игры. Сражения происходят с использованием двух разделённых полей расстановки войск размером 8х6 клеток, где вражеская армия показана в верхней части, а дружественная —— в нижней. На каждый ход выдаются очки действий (обычно три), которые тратятся на передвижение отдельных юнитов по сетке своего поля в попытке соединить юниты одинаковых цветов по горизонтали для защиты или вертикали для атаки. Когда правильное число юнитов соединено по горизонтали, то они сразу же превращаются в защитные стены, перемещаясь на первую строку поля. Когда правильное число юнитов соединено по вертикали, то они начинают заряжать свою атаку в течение определённого количества ходов. Если заряженные юниты не были уничтожены до момента атаки, они двигаются по вертикали в сторону противника, взаимодействуя с любыми вражескими юнитами на пути, и, возможно, ударяют вражеского героя. Обычно бой выигрывается, когда у вражеского героя не остаётся очков здоровья. В игровом процессе участвуют артефакты, модифицирующие способности героя или войск во время сражения. Также присутствует многопользовательский режим, в котором доступно по два героя каждой фракции и десять героев в Download Play режиме для DS.

## Синопсис

### Сеттинг
Игра является приквелом к играм Dark Messiah of Might and Magic и Heroes of Might and Magic V. Действие игры происходит в вымышленном мире Асхан за 40 лет до событий этих игр.
В мире Асхан эльфы живут в лесах Ирролана, рыцари правят в Империи Грифона, Серебряные Города волшебников находятся в пустыне, некроманты контролируют пустоши Эриша, а в параллельном мире-тюрьме Шио живут демоны. Во время определённых лунных затмений демоны проникают из Шио в Асхан. Во время последней войны с демонами был создан могущественный артефакт «Клинок принуждения», позволяющий владельцу подчинять демонов своей воле. После войны артефакт был отдан группе семей союзников (эльфов, людей и волшебников) для хранения.

### Персонажи
В каждой из пяти глав кампании необходимо играть за одного из пятерых детей. Анвен командует эльфами, Годрик командует рыцарями, Фиона командует мёртвыми, Айдан командует демонами, Надия командует волшебниками.

### Сюжет
Сюжетная кампания состоит из пролога, пяти глав, в каждой из которой необходимо играть за одного из пятерых детей: Анвен, Годрика, Фиону, Айдана и Надию, которые командуют эльфами, рыцарями, некромантами, демонами и волшебниками, соответственно, и эпилога. Оказавшись в пяти разных частях мира Асхан, они проходят свой собственный путь, полный опасностей, становятся сильнее, объединяют различные фракции, разоблачают заговор демонов, пытающихся захватить могущественный артефакт «Клинок принуждения», способный подчинить своей воле всех демонов Шио, и спасают мир от угрозы.

#### Пролог
В мире Асхан эльфы живут в лесах Ирролана, рыцари правят в Империи Грифона, Серебряные Города волшебников находятся в пустыне, некроманты контролируют пустоши Эриша, а в параллельном мире-тюрьме Шио живут демоны. Во время определённых лунных затмений демоны проникают из Шио в Асхан. Во время последней войны с демонами был создан могущественный артефакт «Клинок принуждения», позволяющий владельцу подчинять демонов своей воле. После войны артефакт был отдан группе семей союзников (эльфов, людей и волшебников) для хранения.
В лесах Ирролана король эльфов Ласир в лагере встречает лорда Эдрика и трёх его детей — Годрика, Фиону и Айдана. Анвен и Годрик отправляются к порталу, чтобы встретить магов Делару, Аз Рафира и их дочь Надию, но Аз Рафир не приходит. На обратном пути они встречаются с демонами. Лагерь сжигается, Ласир и Эдрик умирают, артефакт пропадает. Фиона получает ранения, а Делара бежит вместе с выжившими детьми к порталу для телепортации в Серебряные Города и предупреждения об угрозе появления демонов. Она и Годрик остаются задерживать преследователей, но Делара погибает. Перед смертью магический свет покидает её тело и перемещается в Надию. Фиона, Айдан и Надия сбегают в нестабильный портал, надеясь благополучно достичь Серебряных Городов. Анвен, спрятавшись, избегает убийства демонами и направляется к двоюродному брату Финдану.

#### Первая глава
Финдан не верит внезапному нападению демонов, отправляет следопыта на разведку, давая Анвен время отдохнуть. Следопыт долго не возвращается. Анвен и Финдан отправляются на его поиски, но тот был смертельно ранен демонами. Перед смертью он рассказывает про их логово, где Анвен и Финдан узнают, что граф Карлайл отправил их подделать следы людей в уничтоженном лагере.
Войска Империи нападают на Дерево друидов. Придя к нему, Анвен и Финдан убивают спиливающих дерево рыцарей и поднимаются на вершину. Друида Эюни берёт в плен сэр Страта, которого послал граф Карлайл. Страта собирается убить друида, но Анвен убивает рыцаря. Эюни рассказывает, что Годрика можно найти на востоке.
В эльфийской деревне Анвен и Финдан находят сэра Варкаса и Нэлира, обвиняющих друг друга в нападении на лагерь. Анвен успокаивает Варкаса, говорит, что в этом виноваты демоны. Варкас сообщает, что они прибыли от графа Карлайла. Один из его отрядов собирается уничтожить священное материнское семя.
Придя к нему, Варкас приказывает главе отряда остановиться, но тот обвиняет Варкаса в предательстве, вступает в бой и погибает. В материнское семя попадает стрела с посланием, что эльфы удерживают Годрика в заставе на севере. Эльфы не могли послать стрелу, поэтому Варкас верит словам Анвен о причастности демонов и отправляется отозвать солдат обратно в столицу Империи Грифона ― Коготь.
В Шио демон Азексес встречается с таинственной личностью, которой рассказывает об убийстве хранителей «Клинка принуждения». Сам артефакт Азексесу найти не удалось. Таинственная личность советует найти выживших детей и искать артефакт у них, после чего исчезает.
В лесах Ироллана Анвен и Финдан отправляются на север, уничтожают всех демонов, охраняющих Годрика. Внезапно появляется Азексес, нападает, пытаясь найти у них «Клинок принуждения». Анвен побеждает демона, но тот скрывается в портале. Годрика освобождают. Он радуется, что Анвен жива, но его беспокоит ситуация в Империи, ему надо рассказать о нападении на лагерь, он отправляется в Коготь.

#### Вторая глава
Годрика у ворот Когтя объявляют предателем. Он скрывается и незаметно попадает в город. Внутри гостиницы «Спящий олень» он встречает Варкаса, который рассказывает, что лорда Эдрика и Годрика обвинили в сговоре с эльфами против Империи, но Анвен убедила Варкаса в причастности к этому демонов. Когда Варкас вернул свой отряд обратно в Коготь, Карлайл отстранил его от командования.
Годрик освобождает из-под домашнего ареста свою тётю Эвелин, рассказывает про смерть Эдрика. Эвелин советует обратиться к императору Олегу, предлагает надеть шлем рыцаря Громобоя и анонимно поучаствовать в турнире, так как победивший на нём будет удостоен аудиенции императора.
Годрик выходит на арену, представившись Игнациусом Громобоем. Император Олег и его сын Алекс объявляют начало турнира. Годрик побеждает трёх противников. Олег объявляет Игнациуса Громобоя победителем и приглашает во дворец.
Император рассказывает Годрику об армии эльфов у границы Империи, о которых ему рассказал граф Карлайл. Сначала Олег не верил, что Эдрик его предал, но Карлайлу удалось убедить императора в обратном.
Годрик отправляется в замок к графу, где видит его встречу с таинственным лордом Бладкрауном. Карлайл сообщает ему, что план по развязыванию войны людей с эльфами выполнен, а Бладкраун говорит, что демоны скоро вторгнуться в Асхан, и исчезает. Годрик обвиняет Карлайла в предательстве и говорит своё настоящее имя. Граф призывает демонов, Годрик побеждает их. Карлайл говорит, что собирается убить императора и занять его место, после чего телепортируется во дворец.
Во дворце Годрик сообщает, что Карлайл предатель. Граф превращается в монстра с пастью в животе, а затем пытается съесть Олега. Годрик побеждает Карлайла, спасает императора, раскрывает, что на самом деле он сын Эдрика, и сообщает о планах Карлайла и лорд Бладкрауна. Император обещает восстановить союз с эльфами и честное имя семьи Годрика.

#### Третья глава
Нестабильный портал переносит Фиону в пустоши Эриша, где она умирает и становится призраком. К ней присоединяется скелет сэр Скелтон, служивший при жизни Империи Грифона.
В Эрише неизвестный маг просит у некроманта Людмилы разрешения его колдунам пересечь Равнины Праха, чтобы можно было попасть в Империю Грифона, предлагая взамен могущество. Людмила соглашается.
Скелтон рассказывает Фионе, что неподалёку можно найти некроманта Маркела, способного воскресить девочку. Освобождённый из клетки Маркел рассказывает о ритуале «Культа смерти», но для принятия участия необходимо овладеть искусством некромантии. Маркел присоединяется к Фионе и рассказывает о желании Людмилы извратить и подчинить себе некромантию.
В катакомбах призрак-хранитель испытывает Фиону, а после говорит о необходимости найти артефакт «Сумеречная урна» для «Ритуала смерти». Фиона и Маркел отправляются в развалины Нар-Харада. Людмила посылает колдунов найти «Сумеречную урну», Фиона и Маркел следуют за ними. Один из колдунов использует заклинание для открытия демонического портала. Фиона побеждает демонов, а затем колдунов, которые рассказывают про тайный портал в Шио.
Призрак и некромант отправляются в склеп, в котором находится тайный портал. Фиона предполагает связь между порталом в Эрише и нападением демонов на лагерь в Ирролане. Из портала в Шио выходят демоны, колдуны, суккуб и кажущийся Фионе знакомым мальчик с красной рукой. Демоны, колдуны, суккуб и мальчик начинают сражение, арка портала ломается, Фиона и Маркел сбегают из склепа и отправляются к храму Вечности Асхи, где будет проводиться ритуал «Культа смерти».
В храме Фиона сбрасывает трёх противников в Бездну вечности, пытается поглотить их энергию, но внезапно появляется Людмила, забирает энергию себе и перемещается в свой некрополис. Фиона отправляется за ней и побеждает в сражении. Внезапно появляется неизвестный маг, с которым ранее заключила соглашение Людмила, предаёт Людмилу и магией разрушает некрополис. Фиона, Маркел и Людмила выбегают наружу. Людмила умирает. Энергия «Ритуала смерти» переходит к Фионе, которая становится человеком. Девочка прощается с Маркелом и отправляется в Серебряные Города.

#### Четвёртая глава
Нестабильный портал переносит Айдана в Шио. Вооружённый эльфийским кинжалом, подобранным в лагере во время нападения, мальчик решает спрятаться от демонов Варра и Бабала в пещере. Внутри демоны под руководством Высокородного готовятся к нападению на Асхан во время затмения Кровавой Луны и нападают на Айдана. Он кричит им отойти, и демоны внезапно подчиняются. Сразившись с оставшимися, он выходит из пещеры, где у входа его ждут Варр и Бабал. Айдан требует рассказать ему, где находится демон Азексес, решает отомстить и называет себя «Убийцей демонов».
Айдан встречает и подчиняет своей воле суккуба Джезебет, которая рассказывает, что Азексес не способен организовать нападение на лагерь эльфов без посторонней помощи. Айдан и Джезебет отправляются в гостиницу «Визгливая карга», где узнают, что Азексес нашёл себе могущественного покровителя, а его портал находится на вершине горы Небирджас. Эльфийский кинжал начинает сливаться с рукой мальчика, он чувствует могущество.
На горе Небирджас Айдан и Джезебет видят Азексеса, пытающегося собрать армию магов и демонов в Эрише. Азексес входит в портал, Айдан и Джезебет следуют за ним, но упускают демона в Эрише. Айдан сражается с магами и демонами, ломает арку портала, чтобы демоны не могли попасть в Асхан. Один из колдунов говорит, что портал принадлежит лорду Бладкрауну. Айдан и Джезебет возвращаются на Небирджас через портал до его закрытия.
Начинается землетрясение. Джезебет объясняет, что гора Небирджас — действующий вулкан. Она берёт Айдана и планирует на своих крыльях к гостинице «Визгливая карга», спасаясь от извержения.
Айдан и Джезебет отправляются в Шер-Хасу в логово Азексеса. Джезебет говорит, что все демоны ждут следующего — пятого затмения, когда стены мира-тюрьмы Шио сломаются навсегда. Айдан понимает, что ему нужно не просто отомстить Азексесу, но и спасти Асхан. Внутри логова Азексес встречается с лордом Бладкрауном, который в ярости от того, что не удалось найти «Клинок принуждения». С помощью него лорд планирует разрушить мистические врата Ур-Хикона и командовать армиями демонов. Бладкраун телепортируется. Айдан понимает, что слившийся с его рукой эльфийский кинжал — «Клинок принуждения». Айдан убивает Азексеса.
Айдан и Джезебет отправляются к мистическим вратам Ур-Хикона.

#### Пятая глава
Анвен, Годрик и Фиона приходят в Серебряные Города и встречаются в Аль-Имрале с Аз Рафиром — отцом Надии. Фиона узнаёт в нём предавшего Людмилу мага из Эриша. Он зовёт стражу и призывает демонов, чтобы убить детей. Фиона побеждает демона Джакслера, Анвен — титана Балгора, а Годрик — ракшаса Тальсама. Аз Рафир закрывает детей в магической клетке.
Рядом с помощником Аз Рафира — Сайрусом — Надия просыпается в тюрьме под Самоцветной башней. Её отец выпустил преступников на свободу, посадил в тюрьму критиковавших его граждан. Надия не может в это поверить, Сайрус считает, что Аз Рафир сильно изменился. Девочка вспоминает нападение на эльфийский лагерь, перед ней появляется призрак матери и рассказывает, что заклинание «Каамла Асия» перешло к Надии и поможет остановить Аз Рафира, поклоняющегося дракону Хаоса, создавшему демонов — Ургашу. Надия побеждает стражу, ломает дверь и сбегает с Сайрусом из тюрьмы. Делара исчезает.
Надия и Сайрус двигаются к вершине башни. У тронного зала Сайрус от группы колдунов защищает Надию, чтобы она могла победить Аз Рафира.
Девочка освобождает Анвен, Годрика и Фиону из магической клетки. Аз Рафир замечает Надию и говорит, что желает наступления эры Ургаша, освобождения от веры в дракона Порядка, создавшей Асхан — Асху, и славы героя. Отец Надии открывает портал в Шио, чтобы получить «Клинок принуждения» от Азексеса. Вместо демона из портала выходит Айдан. Аз Рафир видит слившийся с рукой мальчика артефакт, начинает ритуал затмения Кровавой Луны и приказывает напасть на друзей. Айдан подчиняется колдуну, так как владелец «Клинка принуждения» во время затмения подчиняется повелителю демонов.
Годрик сражается с Айданом и побеждает. Фиона кричит Айдану сопротивляться артефакту и воле колдуна, мальчик выходит из-под контроля Аз Рафира и нападает на него. Аз Рафир принимает форму лорда Бладкрауна, собирается править Асханом и стать восьмым богом-драконом. Надия нападает на отца, побеждает, отделяет «Клинок принуждения» от Айдана, останавливает затмение Кровавой Луны. Щупальца затягивают Аз Рафира в портал в Шио. Дети благодарят Надию за спасение Асхана, но она считает, что они сделали это все вместе.

#### Эпилог
Анвен возвращается в Ироллан. Эюни говорит ей, что весь Ироллан перед ними теперь в неоплатном долгу. Финдан говорит ей, что теперь никогда в ней не усомнится. Анвен обещает не втягивать Финдана в приключения. Годрик, Айдан и Фиона возвращаются в Империю Грифона. Император Олег и его сын Алекс объявляют благодарность за предотвращение надвигающейся трагедии. Фиона говорит, что из Алекса получится замечательный император. Айдан говорит, что на некоторое время его война с демонами в прошлом. Надия остаётся в Серебряных Городах.
Спустя год герои собираются у памятника Эдрика, Ласира и Делары в месте их гибели. Анвен говорит, что без дяди ей одиноко, но друзья говорят, что она не одна. Айдан говорит, что ему страшно представить, что их ждёт в будущем.
Анвен становится легендарным следопытом. Годрик становится лордом-коннетаблем Империи Грифона и правой рукой императора Алекса. Фиона выходит замуж за Алекса, становится королевой, рожает Николаса — будущего короля. Айдан вступает в орден Драконьих Рыцарей, продолжает войну с демонами. Надия выходит замуж за Сайруса, рожает Зехира — будущего правителя Серебряных Городов.

## Разработка
| Системные требования    | Системные требования                                                                   | Системные требования                                                                   |
| ----------------------- | -------------------------------------------------------------------------------------- | -------------------------------------------------------------------------------------- |
|                         | Минимальные                                                                            | Рекомендуемые                                                                          |
| Windows                 |                                                                                        |                                                                                        |
| ОС                      | Windows XP, Windows Vista, Windows 7                                                   | Windows 7                                                                              |
| ЦПУ                     | 3,0 Ггц Pentium 4 или 1,8 Ггц AMD Athlon64 3000+                                       | 2,0 Ггц Intel Core 2 Duo или AMD Athlon 64 X2 6000+ или лучше                          |
| Объём ОЗУ               | 1 Гб                                                                                   | 2 Гб                                                                                   |
| Место на диске          | 1,6 Гб свободного дискового пространства                                               | 1,6 Гб свободного дискового пространства                                               |
| Информационный носитель | DVD, Steam                                                                             | DVD, Steam                                                                             |
| Видеокарта              | 256 Мб, совместимая с DirectX 9.0 с поддержкой пиксельных шейдеров версии 3.0 или выше | 512 Мб, совместимая с DirectX 9.0 с поддержкой пиксельных шейдеров версии 3.0 или выше |
| Звуковая плата          | DirectX 9.0c-совместимая                                                               | DirectX 9.0c-совместимая                                                               |
| Устройства ввода        | клавиатура, компьютерная мышь                                                          | клавиатура, компьютерная мышь, геймпад                                                 |

### Анонс
13 мая 2009 года компания Ubisoft анонсировала Might & Magic: Clash of Heroes — головоломку и ролевую игру с элементами исследования игрового мира и пошаговыми сражениями, управлением героем, сюжетной кампанией из пяти глав, кастомизацией фантастической армии эльфов, рыцарей, некромантов, демонов и волшебников, визуальным стилем манги, многопользовательским соревновательным режимом для двух игроков. Игру разрабатывала компания Capybara Games. Выпуск игры должен был состояться в августе 2009 года по всему миру на платформе Nintendo DS.
В дневнике разработчиков говорится, что игра Might & Magic: Clash of Heroes повествует «о пятерых особенных детях, чьи жизни разрушены таинственным Повелителем Демонов с очень зловещими мотивами. Путешествуя по пяти различным регионам Асхана, они становятся сильнее, разоблачают заговор демонов, спасают мир от хаоса. Сюжет полон разрушения, предательств и утрат, но также в нём есть дружба, надежда и весёлые моменты. События игры происходят за 40 лет до событий игр Dark Messiah of Might and Magic и Heroes of Might and Magic V. У игроков есть возможность поучаствовать в битвах вместе с созданиями мира Асхан, взглянуть на молодых знакомых героев, таких как Годрик и Маркел, больше узнать о мире Асхан, его истории и географии».

## Релиз
8 июля 2009 года был выпущен трейлер в честь анонса выхода игры на платформе Nintendo DS. Выпуск игры планировался летом 2009, но был перенесён на декабрь 2009 года из-за увеличения размеров игры, появления R4 картриджа, обострения пиратства и защиты авторских прав на Nintendo DS.
1 декабря 2009 года игра была выпущена на платформе Nintendo DS в США.
7 января 2010 года игра была выпущена на платформе Nintendo DS в Австралии.

### Переиздание в высоком разрешении
28 марта 2011 года Ubisoft анонсирует HD-переиздание Might & Magic: Clash of Heroes на платформах PlayStation 3 и Xbox 360. Переиздание содержит несколько изменений, которые улучшают баланс. Выпущено через PlayStation Network и Xbox Live Arcade 12 и 13 апреля 2011 года. 22 сентября 2011 года была выпущена версия для PC (Microsoft Windows), которая работает через Steamworks, а не через Uplay.

### Загружаемый контент
Для версии в высоком разрешении в сервисе Steam доступно загружаемое дополнение «I am the Boss DLC», включающее в себя ещё четырёх героев.

### Might & Magic: Clash of Heroes – Definitive Edition
В апреле 2023 года Студия Capybara Games и издательство Dotemu анонсировали Might & Magic: Clash of Heroes – Definitive Edition — ремастер HD-переиздания Might & Magic: Clash of Heroes на PlayStation 4, Nintendo Switch, а также ПК в Steam и Ubisoft Store летом 2023 года. Во втором ремастере будет обновленная графика, полностью переработанный и расширенный многопользовательский режим, улучшенные портреты персонажей, все дополнения для оригинальной игры.

## Приём
| Сводный рейтинг       | Сводный рейтинг                                                      |
| Агрегатор             | Оценка                                                               |
| --------------------- | -------------------------------------------------------------------- |
| GameRankings          | 87,05 % (DS) 85,88 % (PS3) 84,47 % (X360) 72,00 % (PC) 82,50 % (iOS) |
| Metacritic            | 86/100 (DS) 84/100 (PS3) 84/100 (X360) 76/100 (PC) 83/100 (iOS)      |
| Русскоязычные издания |                                                                      |
| Издание               | Оценка                                                               |
| «Игромания»           | 7/10 (DS)                                                            |
| «ЛКИ»                 | 85 %, Корона (PC)                                                    |

### Отзывы критиков

#### Русскоязычная пресса
Игра получила преимущественно положительные отзывы критиков. 

#### Англоязычная пресса
Игра получила преимущественно положительные отзывы критиков. 

Сайт IGN оценил игру на 8,6 баллов из 10.

Официальный магазин Nintendo поставил игре 90 %, похвалив тактическую часть и систему наград, но раскритиковав за высокую случайность.

### Дополнения
Для версии в высоком разрешении в сервисе Steam доступно загружаемое дополнение «I am the Boss DLC», включающее в себя ещё четырёх героев.

### Продажи
В 2018 году, благодаря уязвимости в защите Steam Web API, стало известно, что точное количество пользователей сервиса Steam, которые играли в игру хотя бы один раз, составляет 309 591 человек.

### Награды
- Номинант IGN в категории Best Strategy Game 2009 года
- Номинант IGN в категории Best Multiplayer Game 2009 года
- 20 апреля 2011 года игра заняла 9 месте в еженедельном рейтинге Xbox Live Arcade после пяти дней продажи
- Сайт-агрегатор Metacritic поместил игру на 5-е место в списке лучших игр платформы Nintendo DS в 2009 году[55]
- Metacritic поместил игру на 10-е место в списке наиболее обсуждаемых игр платформы Nintendo DS в 2009 году[55]
- Metacritic поместил игру на 16-е место в списке самых популярных игр платформы Nintendo DS в 2009 году[55]